# Университет иностранных языков Хангук
Университет иностранных языков Хангук  (кор. 한국외국어대학교 Хангук вегуго тэхаккё) —— частный университет в Южной Корее.

## Местонахождение
Главный корпус университета расположен в районе Тондэмунгу в Сеуле, филиал — в городе Йонъин (провинция Кёнгидо).

## Логотип и девиз
Логотипом университета является планета Земля бирюзового цвета, линии широты и долготы которой означают глобализацию. Бирюзовый цвет олицетворяет будущее, жизнь, прогресс, надежду. Линии широты и долготы Земли отражают главную цель университета — глобализацию. Земля находится в круге, который является буквой корейского алфавита — «ㅇ». Над Землёй в круге изображена буква «ㄷ». Эти две буквы, «ㅇ» и «ㄷ» являются заглавными буквами названия университета - «외국어 대학교» («Университет иностранных Языков»).
Девиз университета следующий: «Истина, мир, созидание» (кор. «진리, 평화, 창조»).

## История

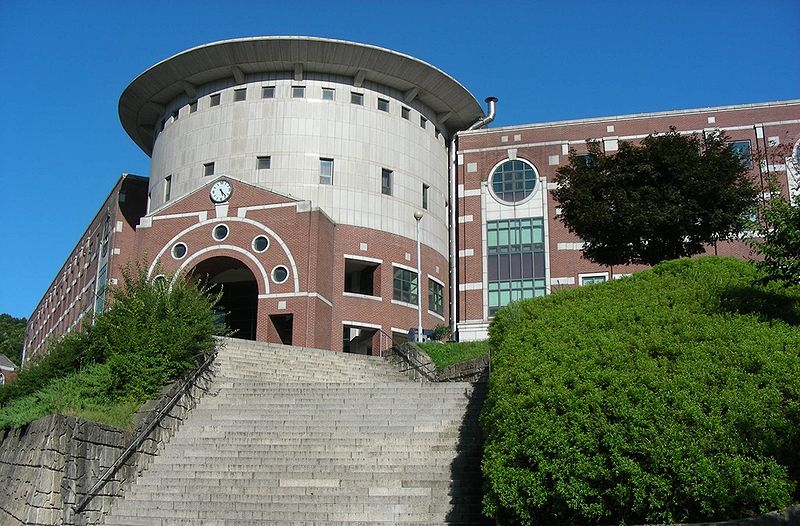
Библиотека кампуса в г. Йонъин

Основатель университета — доктор Ким Хын Бэ (кор. 김흥배) основал Ассоциацию учении мобилизации[уточнить], получив разрешение от отдела образования[уточнить] в декабре 1952 года. После этого, получив разрешение на основание «Колледжа иностранных языков Хангук» в январе 1954 года, пригласил профессора Ан Хо Сама (кор. 안호삼), назначил его деканом, и 20 апреля того же года открыл университет в здании Ёнбо в районе Чонногу в Сеуле. В нынешнее место в районе Тондэмунгу университет переехал в 1957 году.
В начале были открыты факультеты английского, французского, китайского, немецкого, русского языков, позже были открыты факультеты других западных языков. В дополнение к языкам студенты изучают и другие предметы, среди которых: геополитика, экономика, социология и культура других государств.
6 апреля 1961 года в университете была создана аспирантура. 6 декабря 1967 года основаны экономический и юридический факультеты. 22 сентября 1979 года был открыт филиал университета в городе Йонъине.
В 1980 году правительство повысило статус университета с колледжа иностранных языков до полноценного университета.
При поддержке правительства в университете была создана аспирантура международных исследований, которая осуществила первый набор в 1997 году. Это стало символичным подтверждением весомой роли университета в сфере образования.
3 марта 2005 года состоялось открытие Академии иностранных языков Хангук.
На сегодняшний день[когда?] в университете преподаются 45 иностранных языков, что является третьим в мире показателем по количеству иностранных языков, изучаемых в одном университете, после французского ИНАЛКО (93 языка) и российского МГИМО (53 языка).
Третий кампус строится в настоящее время в городе Инчхоне.